# Сезон ФК «Карпати» (Львів) 1963
| «Карпати» (Львів) у сезоні 1963 | «Карпати» (Львів) у сезоні 1963                               |
| ------------------------------- | ------------------------------------------------------------- |
| Ліга                            | Друга група класу «А»                                         |
| Місце в лізі                    | 7-е                                                           |
| Раунд у Кубку                   | 1/32                                                          |
| Старший тренер                  | Олег Жуков                                                    |
| Тренери                         | Ернест Юст                                                    |
| Начальник команди               | Євген Горянський (до серпня), Микола Кузнецов                 |
| Стадіон                         | СКА (Львів); «Дружба» (Львів)                                 |
| Капітан                         | Олександр Філяєв (до серпня), Володимир Валіонта              |
| Найкращий бомбардир у лізі      | Валерій Шутильов, Анатолій Крощенко і Олександр Філяєв — по 5 |
| Найбільше матчів у лізі         | Володимир Валіонта — 34                                       |

Сезон «Карпат» (Львів) 1963 — перший сезон в історії футбольного клубу «Карпати» (Львів). Команда посіла 7-е місце серед 18 колективів другої групи класу «А».

## Створення клубу
У 1962 році львівська команда «Сільмаш», вигравши чемпіонат і Кубок Львівської області, здобула право грати у класі «Б». Проте у 1963 р. Федерація футболу СРСР провела чергову реорганізацію радянського футболу — створено другу групу класу «А» (перехідну лігу між класом «Б» і класом «А»), де було передбачено місце для команди зі Львова. До того в місті була лише армійська команда СКА Львів, тож керівництво міста вирішило створити новий, цивільний, профспілковий колектив.
За спогадами ветеранів топонім «Карпати» для назви команди запропонував тодішній голова профспілок Львівщини і екс-голова обласної федерації футболу Гліб Васильович Клімов. Оскільки колективи тоді були «прив'язані» до певних виробничих об'єднань чи спортивних товариств, то команда увійшла до товариства «Авангард», а патроном і спонсором «Карпат» став Львівський телевізійний завод «Електрон».

## Підготовка до сезону
| У такій формі проведено першу офіційну гру |

Тренувальний збір проведено на Закарпатті. У товариських іграх було переможено команди Комунарська — 5:1, Берегово — 2:1 та Ужгорода — 2:1.
Функціонером, який займався формуванням команди, був Йосип Фаєрштейн — представник адміністрації заводу «Сільмаш». Одним із перших тренерів, які відразу погодились працювати в команді, став Ернест Юст.
Із команди «Сільмаш», на основі якого створили команду, в «Карпатах» опинилося лише двоє футболістів: Ігор Кульчицький і Йосип Фалес. Олександр Філяєв, Володимир Валіонта, Віктор Іванюк і Юрій Сусла перейшли із львівського СКА, також було запрошено виконавців з команд інших міст. Першим наставником «Карпат» став донеччанин Олег Жуков.
За тиждень до початку першості проведено останню контрольну гру — 14 квітня на стадіоні «Динамо» в товариській грі «Карпати» перемогли «Зеніт» (Іжевськ) 1:0. М'яч провів нападник Олександр Філяєв.

## Головні події сезону
Велике зацікавлення викликав перший в історії клубу міжнародний матч — 12 червня у Львові «Карпати» з рахунком 1:0 перемогли уругвайський клуб «Атлетико-Серро» (Монтевідео), гол забив Анатолій Крощенко. Трибуни стадіону СКА не могли прийняти всіх очочих, тому за матчем спостерігали навіть з даху сусіднього пожежного училища.
18 серпня 1963 року «Карпати» вперше провели офіційну гру на стадіоні «Дружба» (тепер «Україна») — поразка 0:1 від «Жальгіріса» (Вільнюс).
У Кубку СРСР клуб-дебютант вилетів уже на першому етапі, поступившись 29 травня на виїзді СКА (Одеса) з рахунком 0:1.

## Чемпіонат
| Місце | Клуб                       | Результати ігор «Карпат» проти клубу | Результати ігор «Карпат» проти клубу |
| Місце | Клуб                       | 1 коло                               | 2 коло                               |
| ----- | -------------------------- | ------------------------------------ | ------------------------------------ |
| 1.    | Шинник (Ярославль)         | 0:1                                  | 0:3                                  |
| 2.    | Волга (Горький)            | 3:1                                  | 0:0                                  |
| 3.    | Труж (Воронеж)             | 0:1                                  | 1:1                                  |
| 4.    | Металург (Запоріжжя)       | 0:0                                  | 0:1                                  |
| 5.    | Трудові резерви (Луганськ) | 1:0                                  | 1:0                                  |
| 6.    | Чорноморець (Одеса)        | 1:1                                  | 1:2                                  |
| 7.    | Карпати (Львів)            |                                      |                                      |
| 8.    | Дніпро (Дніпропетровськ)   | 1:0                                  | 2:2                                  |
| 9.    | Даугава (Рига)             | 1:0                                  | 1:0                                  |
| 10.   | Кубань (Краснодар)         | 3:1                                  | 0:0                                  |
| 11.   | Уралмаш (Свердловськ)      | 0:1                                  | 2:1                                  |
| 12.   | Шахтар (Караганда)         | 3:2                                  | 1:0                                  |
| 13.   | Локомотив (Челябінськ)     | 0:1                                  | 0:0                                  |
| 14.   | Жальгіріс (Вільнюс)        | 1:1                                  | 0:1                                  |
| 15.   | Алга (Фрунзе)              | 0:0                                  | 1:0                                  |
| 16.   | Трактор (Волгоград)        | 1:0                                  | 0:1                                  |
| 17.   | СКА (Новосибірськ)         | 0:0                                  | 2:0                                  |
| 18.   | Локомотив (Гомель)         | 1:0                                  | 0:0                                  |

## Кубок
| Етап | Дата           | Господар    | Рахунок | Гість           |
| ---- | -------------- | ----------- | ------- | --------------- |
| 1/32 | 29 травня 1963 | СКА (Одеса) | 1:0     | Карпати (Львів) |

## Турнірна таблиця
| Місце | Клуб               | І  | В  | Н  | П  | М'ячі | О  |
| ----- | ------------------ | -- | -- | -- | -- | ----- | -- |
| 1.    | Шинник (Ярославль) | 34 | 19 | 8  | 7  | 51—25 | 46 |
| 2.    | Волга (Горький)    | 34 | 16 | 13 | 5  | 42—19 | 45 |
| 3.    | Труд (Воронеж)     | 34 | 15 | 12 | 7  | 43—26 | 45 |
| …     | …                  | …  | …  | …  | …  | …     | …  |
| 7.    | Карпати (Львів)    | 34 | 14 | 11 | 9  | 28—22 | 39 |
| …     | …                  | …  | …  | …  | …  | …     | …  |
| 18.   | Локомотив (Гомель) | 34 | 4  | 12 | 18 | 13—46 | 20 |

## Статистика гравців
У чемпіонаті за клуб виступали 18 гравців:
| Футболіст              | Поз. | Ігор | Гол. |
| ---------------------- | ---- | ---- | ---- |
| Володимир Валіонта     | З    | 34   |      |
| Олександр Філяєв       | Н    | 33   | 5    |
| Віктор Асланян         | П    | 31   | 2    |
| Дюла Баканчош          | З    | 30   | 2    |
| Віталій Кулаковський   | З    | 29   |      |
| Олександр Кольцов      | П    | 29   |      |
| Віктор Іванюк          | З    | 28   | 3    |
| Юрій Сусла             | В    | 27   |      |
| Борис Рассихін         | Н    | 26   | 2    |
| Анатолій Крощенко      | Н    | 26   | 5    |
| Валерій Шутильов       | Н    | 24   | 5    |
| Ігор Кульчицький       | П    | 22   |      |
| Станіслав Береговський | З    | 21   | 1    |
| Юрій Юзефович          | Н    | 19   | 3    |
| Іван Диковець          | Н    | 13   |      |
| Євген Власенко         | В    | 10   |      |
| Леонід Лемещенко       | З    | 2    |      |
| Йосип Фалес            | З    | 1    |      |